# Cantón de Brignais
El cantón de Brignais (en francés canton de Brignais) es una circunscripción electoral francesa situada en el departamento de Ródano, de la región de Auvernia-Ródano-Alpes. La cabecera (bureau centralisateur en francés) está en Brignais.

## Historia
Fue creado por el decreto n.º 2014-267 del 27 de febrero de 2014, que entró en vigor en el momento de la primera renovación general de asamblearios departamentales después de dicho decreto, cuestión que pasó en marzo de 2015.

## Composición
- Brignais
- Brindas
- Chaponost
- Grézieu-la-Varenne
- Messimy
- Vourles